# Базавов, Михаил Васильевич
Михаил Васильевич Базавов (1853 — ?) — донской казак, участник Первой мировой и Гражданской войн, генерал-майор.

## Биография
Родился 18 ноября 1853 года в станице Заплавской Области Войска Донского.
Поступил на службу в 1872 году. Окончил Елисаветградское кавалерийское юнкерское училище (по 2-му разряду) в 1886 году и выпущен в чине хорунжего. Служил в донских полках. В 1890 г. — сотник. В 1893 г. — подъесаул. В 1902 г. — есаул. В 1907 г. — войсковой старшина. В 1912 г. — полковник. Участвовал в Первой мировой войне, командовал 47-м Донским казачьем полком. 25 сентября 1917 года уволен в отставку в чине генерал-майора.
В начале 1918 года вступил в ряды Донской армии: участник Степного похода и Общедонского восстания, командир Офицерской пешей дружины Походного атамана ВВД П. Х. Попова (февраль — апрель 1918). Заместителем генерала М. В. Базавова был полковник Дмитрий Тимофеевич Ляхов (1862—1941), казак станицы Раздорской. Офицерская (она же — Штаб-офицерская) дружина почти полностью состояла из бывших в отставке по возрасту донских генералов и штаб-офицеров — 116 человек. А. П. Падалкин именует дружину Базавова — Штаб-офицерской и упоминает, что последний командир Сводно-Ударного отряда полковник В. К. Манакин «стал рядовым в штаб-офицерской дружине ген. Базавова и участвовал потом в Степном Походе».
В апреле (?) 1918 года Базавов был уволен в отставку.

## Семья
Жена — Евдокия Васильевна (дочь казака), падчерица — Мария, (род. 1 марта 1890).

## Награды
- Орден Святого Владимира 3-й ст. с мечами (ВП 31.01.1915).